# Еберт Консейсан
Еберт Віліан Карвалью да Консейсан Соуза (порт. Hebert Wilian Carvalho da Conceição Sousa, 28 лютого 1998, Салвадор, Баїя) — бразильський боксер, чемпіон Олімпійських ігор 2020, бронзовий призер чемпіонату світу серед аматорів.

## Любительська кар'єра
Еберт Консейсан був чемпіоном Бразилії 2017 та 2018 років.
2018 року завоював бронзову медаль на Південноамериканських іграх.
2019 року на Панамериканських іграх переміг Франциско Верона (Аргентина) та Троя Айслі (США), а у фіналі програв Арлену Лопесу (Куба) — 0-5 і отримав срібну медаль.
На чемпіонаті світу 2019 переміг трьох суперників, а у півфіналі програв Глібу Бакши (Росія) — 1-4 і отримав бронзову медаль.
На Олімпійських іграх 2020 став чемпіоном.
- В 1/8 фіналу переміг Тохтарбека Танатхана (Китай) - 3-2
- У чвертьфіналі переміг Абільхана Аманкула (Казахстан) - 3-2
- У півфіналі переміг Гліба Бакши (Росія) - 4-1
- У фіналі сенсаційно нокаутував Олександра Хижняка (Україна) — КО3

## Професіональна кар'єра
Впродовж 2022—2023 років провів п'ять переможних боїв. 15 червня 2024 року в бою проти Есківи Фалькао завоював вакантний титул чемпіона Бразилії у другій середній вазі.